# Rue Juillet
Ne doit pas être confondu avec Rue du 29-Juillet.
La rue Juillet est une voie du 20e arrondissement de Paris, en France.

## Situation et accès
La rue Juillet est une voie publique située dans le 20e arrondissement de Paris. Elle débute au 44, rue de la Bidassoa et se termine au 54, rue de la Bidassoa.

## Origine du nom
Cette voie tient son nom de celui du propriétaire des terrains sur lesquels elle a été ouverte.

## Historique
L’effondrement d’une partie des carrières, à proximité de cette rue, en 1778, entraînant la mort de sept personnes, eut pour conséquence l'arrêt de l’exploitation souterraine des carrières à plâtre à Belleville, Ménilmontant et Charonne.
Le tracé de la rue évoque le contournement du frontis.
Par un décret du 28 janvier 1876, la partie de cette voie qui débouchait autrefois sur la rue de Ménilmontant a été supprimée par l'ouverture de la rue Sorbier. Elle est classée dans la voirie parisienne par un arrêté du 3 mai 1966.